# 格拉齐耶拉
《格拉齐耶拉》（Graziella）是法国作家阿方斯·德·拉马丁的一部小说，出版于1852年，描写讲述一位年轻的法国男子在前往意大利那不勒斯王国的旅行中，爱上了普罗奇达一位渔民的孙女格拉齐耶拉的故事。当男子回国时，一对恋人分开，她很快死去。这部作品影响了绘画、诗歌、小说和电影。美国文学评论家查尔斯·亨利·康拉德·赖特认为这是法国三部最重要的情感主义小说之一，其他两部分别是雅克-昂利·贝尔纳丹·德·圣皮埃尔的小说《保罗和维尔吉尼》（1788）以及弗朗索瓦-勒内·德·夏多布里昂的中篇小说《阿达拉》（1801）。这部小说已有三个英文译本。